# Казённый раввин
Казённый равви́н — выборная должность в еврейских общинах Российской империи (в 1857—1917 годах).
По российскому законодательству на раввинские должности назначались лица иудейского вероисповедания из окончивших курс в раввинских училищах, в еврейских учительских институтах, а также в общих высших или средних учебных заведениях. По разъяснению Сената, права на раввинский пост давало прохождение курса учения шести- и даже четырёхклассной прогимназии, шести классов реального училища и сдача экзамена по предметам гимназического курса; сдача экзамена по классическим языкам (латынь и древнегреческий) не требовалась.

## История
13 (25) мая 1857 года было высочайше утверждено положение Комитета об устройстве евреев «О порядке избрания раввинов». Положением предписывалось «предоставить еврейским обществам избирать отныне в раввины только евреев, окончивших курс в раввинских училищах и в казенных еврейских училищах 2-го разряда, а также в общих учебных заведениях: высших, средних и в уездных училищах; при недостатке таковых, приглашать, с разрешения и при посредстве Министерства внутренних дел, ученых евреев из Германии».
Однако, как утверждает в соответствующей статье ЕЭБЕ историк Юлий Гессен, этот закон не исполнялся. Там, где администрация заставляла общины избирать воспитанников раввинского училища, избранным назначалось такое скудное жалованье, которого не было достаточно для существования. Это обстоятельство привело к тому, что отдельные евреи, а порою и представители некоторых общин, побуждаемые заботой о просвещении еврейских масс, ходатайствовали перед правительством о том, чтобы еврейское население было лишено права выбора раввинов, чтобы последние назначались правительством из числа образованных евреев, преимущественно из воспитанников раввинских училищ. С подобными просьбами выступали и бывшие воспитанники раввинских училищ, оказывавшиеся в тяжёлом материальном положении ввиду того, что их не избирали на раввинские посты. Уже первые два еврея (Л. Биншток и И. Сегаль), окончившие Житомирское раввинское училище со званием раввинов, просили в 1858 году Министерство народного просвещения (МНП) о назначении раввинам, окончившим раввинское училище, жалованья от казны, иначе, находясь в материальной зависимости от общин, они не сумеют открыто действовать в пользу прогрессивных преобразований в еврейской жизни, не сумеют бороться с предрассудками. Это ходатайство нашло поддержку в МНП, которое обратилось в Министерство внутренних дел с представлением о назначении раввинам жалованья от казны и об определении их на раввинские должности, но Министерство внутренних дел не признало возможным лишить еврейское население права избирать раввинов; назначение же жалованья раввинам зависит от еврейских общин.
Два года спустя окончившие Виленское раввинское училище (Воль, Пумпянский, Штейнберг), жалуясь министру народного просвещения на то, что виленская, гродненская и бердичевская еврейские общины не пожелали избрать в раввины никого из воспитанников раввинских училища, просили запретить еврейским общинам избирать лиц, не окончивших раввинское училище или не выдержавших соответствующего экзамена. В следующем году поступило такое же ходатайство от группы лиц, окончивших Житомирское раввинское училище (М. Г. Моргулис; Ис. И. Кулишер и другие), указавших, между прочим, на то, что администрация утверждает избрание в раввины лиц, не окончивших раввинские училища, что противоречит закону. Это стремление влиять на избрание раввинов нашло поддержку и со стороны администраторов. В 1860 году виленский генерал-губернатор Назимов под влиянием, по-видимому, виленских образованных евреев предложил открывающиеся раввинские вакансии замещать воспитанниками раввинских училищ. Но Комитет об устройстве быта евреев, согласно с мнениями министров внутренних дел и народного просвещения, нашёл, что это не соответствовало бы принадлежащему еврейской общине праву свободного избрания раввинов и что это «не достигло бы своей цели, как большая часть принудительных мер в отношении к евреям», так как фактически раввины из окончивших раввинские училища «были бы только номинально, в действительности оставались бы нынешние раввины-фанатики». Поэтому Комитет счёл возможным прибегнуть в отношении избрания лишь к одной мере — предоставить министру внутренних дел «действовать одним нравственным влиянием местных начальников при посредстве более образованных евреев», каковое постановление было высочайше утверждено (29 июня 1861 года). Два года спустя этот же вопрос был возбужден новороссийским генерал-губернатором Коцебу. Указывая, что при выборе раввина «образуются партии прогрессистов и отсталых, за раввинов и против них», что даже развитые раввины, как одесский Швабахер, находясь в зависимости от избравшего их общества, не могут действовать вполне самостоятельно, то есть в духе прогресса, Коцебу предложил, чтобы раввины всегда назначались правительством. Этот проект был отвергнут Комитетом, каковое постановление и было высочайше утверждено (3 ноября 1863 года). Позже раввинские училища были упразднены, а преобразованный Виленский учительский институт не имел задачей подготовлять своих студентов к раввинской деятельности.